# Місютін Григорій Анатолійович

Григо́рій Анато́лійович Місю́тін (нар. 29 грудня 1970, Олександрія, Кіровоградська область, Українська РСР, СРСР) — український гімнаст, чемпіон Олімпійських Ігор Барселони, чотириразовий срібний олімпійський призер 1992 року, бронзовий призер Олімпійських Ігор в Атланті. Заслужений майстер спорту. Почесний громадянин Луганська.

## Життєпис
Народився в 1970 році в місті Олександрія Кіровоградської області, у родині робітників. Середню освіту здобував в Олександрійській школі № 8. Відвідував спортивну секцію з гімнастики Олександрійської спортивної школи. Вищу освіту здобув у Луганському педагогічному інституті. Виступав за луганське відділення спортивного товариства «Динамо».
Завершив свою спортивну кар'єру після Олімпійських Ігор в Атланті. У 2004 році переїхав на постійне місце проживання до Німеччини, федеральної землі Саарланд.

## Спортивні досягнення
Заслужений майстер спорту. Чемпіон Олімпійських ігор 1992 року в командній першості (виступав у складі об'єднаної команди спортсменів з країн колишнього СРСР). Срібний призер Олімпійських ігор 1992 року в особистому багатоборстві, вільних вправах, опорному стрибку і у вправах на перекладині. Бронзовий призер Олімпійських ігор 1996 року в командній першості. Абсолютний чемпіон світу 1991 року. Чемпіон світу 1992 року у вправах на перекладині, 1993 року — у вільних вправах, 1995 року — в опорному стрибку. Бронзовий призер Чемпіонату світу 1992 року у вправах на кільцях, 1995, 1996 років — у вільних вправах. Чемпіон Європи (1992) у вправах на перекладині.